# Der Zauberer von Oz (1939)

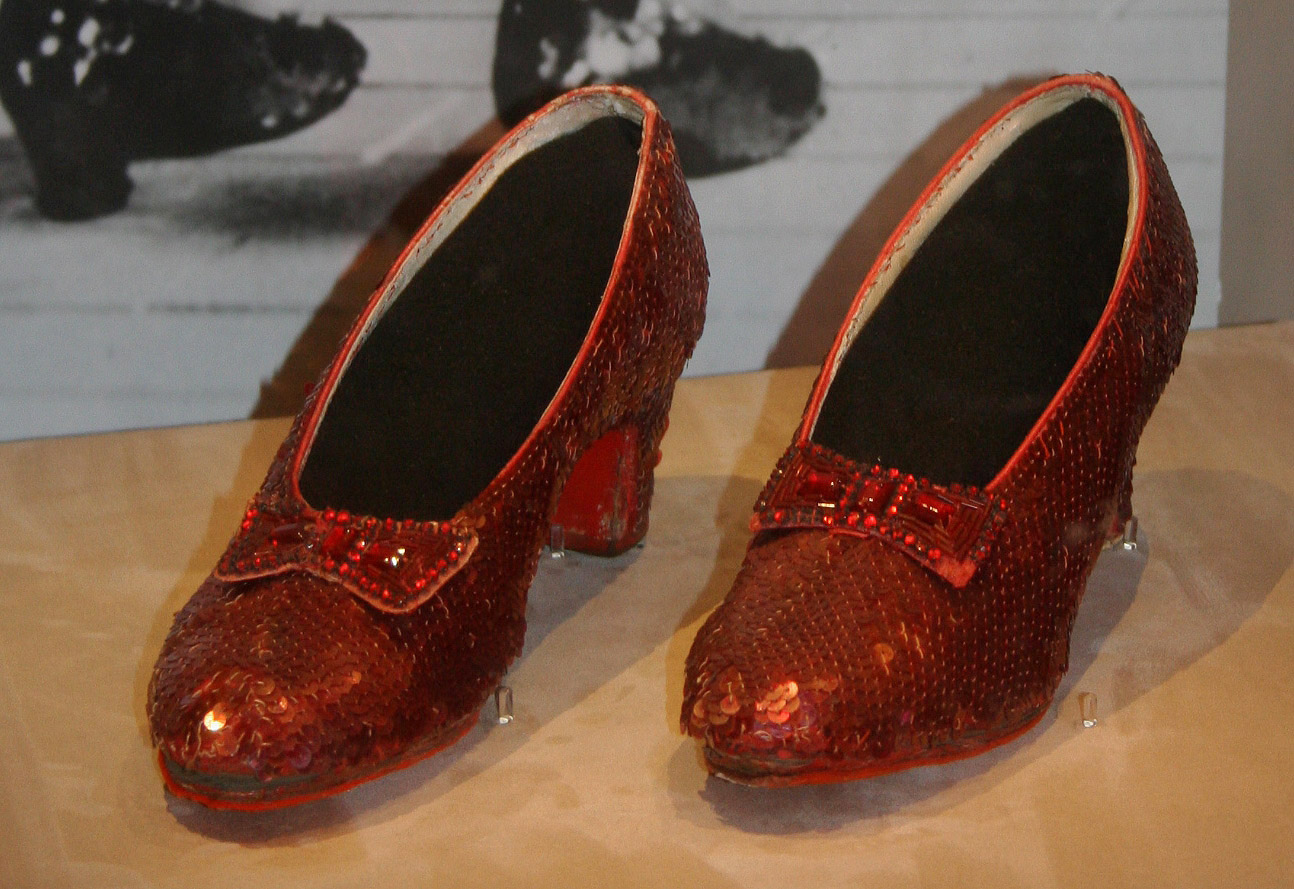
Die roten Schuhe von Dorothy (Design: Gilbert Adrian) im National Museum of American History

Der Zauberer von Oz (Original The Wizard of Oz), im deutschsprachigen Raum auch bekannt unter dem Alternativtitel Das zauberhafte Land, ist ein Filmmusical mit Fantasy-Elementen aus dem Jahr 1939 mit Judy Garland in der Hauptrolle des Mädchens Dorothy. Er ist als einer der großen amerikanischen Farbfilme in Dreistreifen-Technicolor berühmt und Teil des Weltdokumentenerbes der UNESCO. Als Vorlage diente das Kinderbuch Der Zauberer von Oz von Lyman Frank Baum.

## Handlung
Das Mädchen Dorothy lebt in Kansas bei ihrer Tante Emily und ihrem Onkel Henry auf einer Farm. Befreundet ist sie mit den drei erwachsenen Farmarbeitern Hunk, Hickory und Zeke. Eines Tages läuft Dorothy davon, um ihren geliebten Hund Toto davor zu bewahren, ihr von der unfreundlichen Almira Gulch weggenommen zu werden, die den Hund als Bedrohung sieht. Dabei trifft Dorothy auf den freundlichen Schausteller Professor Marvel. Dieser findet heraus, dass Dorothy weggelaufen ist und bei ihrer liebevollen Tante lebt, und überredet sie, wieder heimzugehen, indem er behauptet, mit seinen hellseherischen Fähigkeiten wahrzunehmen, dass Tante Emily aus Sorge um Dorothy krank würde. Als Dorothy sich auf den Heimweg macht, zieht ein Sturm auf. Zuhause auf der Farm bringen sich alle in einem Schutzkeller in Sicherheit. In diesem Moment erreicht Dorothy die Farm und sucht im Haus nach ihrer Familie. Im Haus fällt ihr ein herausgerissenes Fenster auf den Kopf, woraufhin sie bewusstlos wird. Als sie wieder zu sich kommt, sieht sie, dass der Wirbelsturm das Holzhäuschen erfasst hat, es in die Höhe reißt und so Dorothy und Hund Toto mitsamt dem Haus in das magische Land Oz transportiert.
In Oz angekommen, landet Dorothy mit dem Haus genau auf der bösen Hexe des Ostens, die das nicht überlebt. Die gute Hexe Glinda erscheint und warnt Dorothy vor der bösen Hexe des Westens, die versuchen wird, ihre Schwester zu rächen und Dorothy die mächtigen magischen roten Halbschuhe abzunehmen. Diese trug eigentlich die böse Hexe des Ostens an ihren Füßen, doch sobald sie von Dorothy mit dem Haus erschlagen wurde, erschienen die Schuhe auf magische Weise an Dorothys Füßen. Zwar feiert das kleinwüchsige Volk der Munchkins, das von der Hexe unterdrückt wurde, Dorothy für den Tod der Hexe und erklärt sie zur Nationalheldin, doch diese will nur wieder heim nach Kansas. Glinda sagt ihr, Hilfe könne sie vom Zauberer von Oz bekommen. Diesen könne sie einfach finden, indem sie der gelben Steinstraße bis zur Smaragdstadt folge.
So begibt sich Dorothy auf den Weg dorthin und trifft auf ihrer Wanderung auf die Vogelscheuche, die statt nur Stroh im Kopf gerne Verstand hätte, den Zinnmann, der seine hohle Brust gern mit einem Herz füllen möchte, und den ängstlichen Löwen, der sich mehr Mut wünscht. Mit diesen drei Begleitern muss das Mädchen sich einiger Hinterhalte der bösen Hexe erwehren. So treffen sie auf ein Mohnfeld, in dem Dorothy, Toto und der Löwe in einen tiefen Schlaf fallen. Da erscheint kurz Glinda und lässt es schneien, wodurch die in Tiefschlaf Verfallenen wieder erwachen. Das Quartett erreicht die Smaragdstadt, wo sie zwar freundlich empfangen, aber nicht zum herrschenden Zauberer von Oz vorgelassen werden sollen. Nachdem Dorothy in Tränen ausgebrochen ist, weil sie ihre Tante Emily nicht wiedersehen wird und sie annimmt, diese sei im wahrsten Sinne krank vor Sorge, lässt die Wache sie aus Mitleid zum Zauberer in den Thronsaal. Der Zauberer erscheint ihnen als schwebender Kopf in einer Rauchsäule mit bedrohlich lauter Stimme. Er sagt, er werde ihnen ihre Wünsche erfüllen, wenn sie ihm den Besen der bösen Hexe brächten.
So macht sich das Quartett erneut auf den Weg. Als sie im verwunschenen Wald ankommen, schickt die böse Hexe, die die Reisenden mit ihrer Kristallkugel beobachtet hat, ihre Armee geflügelter Affen, die Dorothy entführt. Um sich der roten Halbschuhe zu bemächtigen, will sie Dorothy töten. Doch anstatt entmutigt aufzugeben, rücken Dorothys Begleiter alleine bis zur Burg der Hexe vor, um Dorothy zu retten. Dank einiger Listen, die sich die Vogelscheuche ausgedacht hat, und dem Löwen, der das verbliebene Trio mutig in die Burg führt, gelingt es ihnen, Dorothy aus dem Zimmer, in dem sie gefangen gehalten wird, zu befreien.
Beim Versuch, aus der Burg zu fliehen, werden sie von der Hexe und ihren Wachen in die Enge getrieben. Die Hexe möchte Dorothy nun umso mehr leiden lassen, indem sie zuerst ihre Begleiter und erst danach sie tötet. Als sie das Stroh der Vogelscheuche in Brand setzt, greift Dorothy zu einem Eimer Wasser und löscht die Vogelscheuche. Dabei überschüttet sie versehentlich auch die Hexe mit Wasser. Daraufhin schmilzt die Hexe zu einer Pfütze ein. Die Wachen lassen das Quartett schließlich mit dem Besen der Hexe in die Smaragdstadt zurückkehren.
Wieder in der Smaragdstadt angekommen, treten die vier wieder vor den Zauberer, der, überrascht darüber, dass das Quartett seine Aufgabe erfolgreich bewältigt hat, einen Tag lang nachdenken möchte, ob er ihnen hilft. Da entdeckt das Quartett zufällig, dass hinter einem Vorhang jemand versteckt ist. Es zeigt sich, dass der Zauberer eigentlich gar kein echter Zauberer ist, sondern ein Jahrmarktschausteller aus Kansas, der sich Oz nennt und sein Gesicht mittels einer speziellen Apparatur, die auch seine Stimme verstärkt, in eine Rauchsäule projiziert. Vor Jahren hat es Oz mit einem Heißluftballon in das Zauberland verschlagen. Er kann dennoch die Wünsche des Quartetts erfüllen. Er erklärt der Vogelscheuche, dass es, wo er herkomme, viele Menschen gäbe, die als sehr schlau angesehen würden, obwohl sie nicht mehr Verstand hätten als die Vogelscheuche, deren cleveren Einfällen Dorothys Rettung zu verdanken ist. Sie unterschieden sich von der Vogelscheuche nur dahingehend, dass ihnen ihr Verstand von einer Universität bescheinigt wurde. So schenkt der Zauberer der Vogelscheuche ein Diplom als Symbol für ihren Verstand. Dem Löwen erklärt er, dass sich, wo er herkomme, viele Leute für ihren Mut feiern ließen, die nicht mehr Courage hätten als der Löwe. Das einzige, was sie vom Löwen unterschiede, der durch seinen Mut maßgeblich zu Dorothys Rettung beigetragen hat, sei, dass ihnen ihr Mut durch einen Orden bestätigt wurde. So schenkt er dem Löwen einen Orden als Symbol für seinen Mut. Dem Zinnmann erklärt er, dass es, wo er herkomme, viele gute Menschen gäbe, die nicht mehr Herz hätten, als er bei der Rettung Dorothys gezeigt hätte. Um dies zu symbolisieren, schenkt er dem Zinnmann eine schlagende Uhr in Herzform an einem Band zum Umhängen.
Dorothys Wunsch will er erfüllen, indem er sie persönlich mit seinem Ballon zurück nach Kansas bringt. Bevor er losfliegt, benennt er noch die Vogelscheuche, den Löwen und den Zinnmann öffentlich zu seinen Vertretern, bis er womöglich eines Tages wiederkehre. Als Dorothy zum Zauberer in den Ballon-Korb steigen möchte, löst sich der Ballon und fliegt ohne sie davon. Dorothy glaubt nun, nie mehr heimzukommen, was sie sehr traurig macht, denn obwohl sie sich in Oz sehr wohlfühlt, ist es ihr sehnlichster Wunsch, wieder heimzukehren. Da erscheint Glinda und erklärt ihr, dass sie nur die Hacken der roten Halbschuhe drei Mal zusammenschlagen und sich nach Hause wünschen müsse. Sie konnte ihr das nicht vorher sagen, da Dorothy zuerst, wie ihre drei Begleiter, alleine feststellen müsse, was ihr sehnlichster Wunsch sei. Dorothy schlägt die Hacken der magischen roten Halbschuhe zusammen und denkt dabei „Es ist nirgendwo so schön wie daheim“.
Nachdem Dorothy ihren sehnlichsten Wunsch, wieder nach Kansas heimzukehren, formuliert hat, erwacht sie in einem Bett in einem Haus in Kansas, mit ihrer Tante Emily und ihrem Onkel Henry an ihrer Seite. Als sie den beiden von ihren Abenteuern in Oz erzählen möchte, wiegeln diese ab und sagen, das sei nur ein Traum gewesen.

## Besetzung und Synchronisation
Mehrere Schauspieler verkörpern eine Rolle in Kansas sowie ein Pendant dazu in Oz. Beispielsweise übernahm Frank Morgan sogar fünf Rollen. Die deutsche Synchronfassung von 1951 stammt vom MGM Synchronisations-Atelier Berlin. Im Gegensatz zu den deutschen Buchausgaben, in denen der Holzfäller eindeutig aus Blech besteht, übersetzt die deutschsprachige Synchronfassung Tin-Man als „Zinnmann“, was falsch ist, da Zinn nicht rosten kann.
| Rolle | Darsteller                               | Synchronsprecher                   |
| --- | ---------------------------------------- | ---------------------------------- |
| Dorothy Gale, ein Mädchen aus Kansas | Judy Garland                             | Margot Leonard                     |
| Professor Marvel, ein Schausteller in Kansas Oz, der Zauberer von Oz Torwächter der Smaragdstadt Kutscher in der Smaragdstadt Wachmann vor dem Gebäude des Zauberers | Frank Morgan                             | Georg Thomalla                     |
| Hunk, Arbeiter auf der Farm Die Vogelscheuche | Ray Bolger                               | Herbert Weißbach                   |
| Hickory, Arbeiter auf der Farm Der Zinnmann | Jack Haley                               | Walter Bluhm                       |
| Zeke, Arbeiter auf der Farm Der Löwe | Bert Lahr                                | Alfred Balthoff                    |
| Miss Almira Gulch, eine reiche Frau aus Kansas Die böse Hexe des Westens                                                                                             | Margaret Hamilton                        | Gertrud Spalke oder Ursula Diestel |
| Glinda, die gute Hexe des Nordens | Billie Burke                             | Agnes Windeck                      |
| Aunt Em (Emily), Dorothys Tante | Clara Blandick                           | Anneliese Würtz                    |
| Uncle Henry, Dorothys Onkel | Charley Grapewin                         |                                    |
| Nikko, Anführer der fliegenden Affen | Pat Walshe                               |                                    |
| Hauptmann der Hofgarde der bösen Hexe | Mitchell Lewis                           | Peter Petersz                      |
| Toto, Dorothys Hund | Terry                                    |                                    |
| Das Volk der Munchkins (Auswahl) |                                          |                                    |
| Bürgermeister der Munchkins | Charlie Becker                           |                                    |
| Coroner der Munchkins | Meinhardt Raabe                          |                                    |
| Berater des Bürgermeisters | Billy Curtis                             |                                    |
| Lollipop-Munchkins | Jakob Gerlich, Jerry Maren, Harry Earles |                                    |
| Ballett-Munchkins | Yvonne Moray, Olga Nardone, Nita Krebs   |                                    |
| Geiger/Stadtschreier/Soldat | Mickey Carroll                           |                                    |
| Trompeter/Soldat/schlafendes Kind | Karl Slover                              |                                    |
| Dorfbewohnerin | Daisy Earles                             |                                    |
| ein Teil der Munchkins | The Singer Midgets (eine Theatergruppe)  |                                    |

## Produktionshintergrund

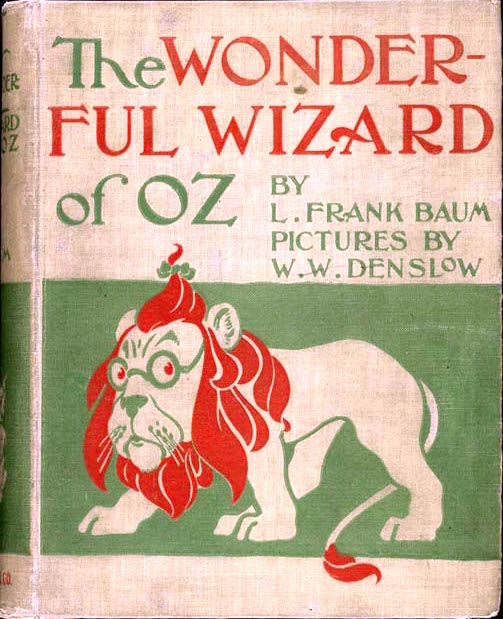
Cover der Erstausgabe von Baums Zauberer von Oz im Jahr 1900

Der im Jahr 1900 erschienene Kinderbuchklassiker Der Zauberer von Oz von Lyman Frank Baum war das erste erfolgreiche Kinderbuch seiner Art eines US-Amerikaners. Es war bereits während der Stummfilmzeit mehrmals verfilmt worden, zuletzt 1925 von Komiker Larry Semon.
Der Film kostete seinerzeit 2,777 Millionen US-Dollar. Inflationsbereinigt stellt dies heute etwa einen Gegenwert von 63 Mio. US-Dollar (54 Mio. Euro; 50 Mio. Schweizer Franken) dar. Damit war das Budget selbst für die Verhältnisse von Metro-Goldwyn-Mayer, die von den Hollywood-Studios in der Regel die teuersten Filme drehten, außergewöhnlich hoch.
Nachdem zunächst Richard Thorpe die Regie übernommen hatte, wurde er nach einigen Wochen durch Victor Fleming ersetzt. Das führte dazu, dass die Kosten für den Film eskalierten und aus Der Zauberer von Oz die teuerste MGM-Produktion seit Ben Hur im Jahr 1925 machten. Victor Fleming führte beim Großteil des Filmes Regie, nachdem zuvor die Regisseure Norman Taurog und Richard Thorpe kleinere Segmente gedreht hatten. Kurz vor Ende der Dreharbeiten verließ Fleming den Zauberer von Oz, um mit dem von Metro-Goldwyn-Mayer co-produzierten Vom Winde verweht bei einem weiteren Filmklassiker Regie zu führen. Bei Vom Winde verweht war zuvor George Cukor als Regisseur entlassen worden, der selbst zeitweise beratend bei Der Zauberer von Oz in die Produktion involviert war. Die Dreharbeiten beendete schließlich Flemings Freund und Regiekollege King Vidor, der einen großen Teil der in Kansas spielenden Szenen – darunter auch die Szene, in der Judy Garland Over the Rainbow singt – drehte.
Die Besetzung des Films war für MGM problematisch. Ursprünglich sollte die teure Produktion als Vehikel für Shirley Temple dienen, die in der zweiten Hälfte der 1930er-Jahre der beliebteste Kinostar des Landes und bei 20th Century Fox unter Vertrag war. Verhandlungen hat es sicherlich gegeben. Dass MGM konkret Clark Gable und Jean Harlow für die Verfilmung Chicago ausleihen wollte, gilt mittlerweile als Gerücht (wenn auch vereinzelt in Biographien von Garland oder Temple nachlesbar), zumal MGM die Rechte für das Kinderbuch erst nach dem Tod Harlows erwarb. Dann wurde überlegt, die Rolle an die damals 16-jährige Deanna Durbin zu geben, die mit ihren Musicals seit 1936 praktisch im Alleingang das Filmstudio Universal vor dem Ruin bewahrt hatte. Auch diese Pläne zerschlugen sich am Ende. Die Wahl von Judy Garland war eher eine Verlegenheitslösung, da die Schauspielerin bereits sehr weibliche Formen entwickelt hatte und es große Schwierigkeiten bereitete, aus ihr wieder eine Plain Jane, also eine graue Maus aus dem Mittelwesten zu machen. Nach Kieron Connolly nahm Judy Garland für den Film sogar Diätpillen, was den Anfang ihrer späteren Abhängigkeit von Amphetaminen bildete. Auch wurden ihre Brüste schmerzhaft bandagiert, damit sie jünger wirkte. Auch soll Garland am Set körperlicher Gewalt ausgesetzt worden sein. So gilt als überliefert, dass sie von Viktor Fleming eine Ohrfeige bekam, da Aufnahmen aufgrund ihres Kicherns nicht brauchbar waren, weswegen Fleming Garland so anscheinend zu mehr Disziplin am Set verhelfen wollte.
Für die Rolle des Zauberers von Oz war der Starkomiker W. C. Fields die Wunschbesetzung von Metro-Goldwyn-Mayer, zumal er schon mehrfach liebenswürdige Bauernfänger oder Trickbetrüger dargestellt hatte. Offenbar erschienen die Gehaltsforderungen von Fields aber zu hoch, sodass man lieber den MGM-Vertragsschauspieler Frank Morgan für die Titelrolle besetzte. Der Schauspieler Buddy Ebsen war zunächst für die Rolle der Vogelscheuche vorgesehen, als Ray Bolger die Rolle aber spielen wollte, erhielt Ebsen stattdessen den Parts des Zinnmanns. Ebsen erhielt ein Makeup auf Basis von Aluminiumpulver, worauf er allergisch reagierte und nach wenigen Drehtagen nicht mehr arbeiten konnte. Ebsen soll den Rest seines Lebens aufgrund des Vorfalls unter Atembeschwerden gelitten haben. Daraufhin wurde Ebsen durch Jack Haley ersetzt. Haley, Ray Bolger und Bert Lahr, welche die drei Begleiter Dorothys spielten, waren vor allem als Entertainer und Musicaldarsteller in Vaudeville-Shows und am Broadway bekannt geworden. Bolgers erste Tanznummer wurde im fertigen Film stark gekürzt gezeigt, erst 1985 wurde im Dokumentarfilm That’s Dancing! die ganze Szene gezeigt.
Die Rolle der bösen Hexe sollte ursprünglich Oscarpreisträgerin Gale Sondergaard spielen, die insbesondere für ihre Verkörperung eleganter Schurkinnen bekannt war. In ersten Probeaufnahmen mit Sondergaard ist die Hexe noch als attraktive und glamouröse Schurkin angelegt. Als sich die Filmemacher umentschlossen, die Hexe lieber unansehnlich zu gestalten, hatte Sondergaard kein Interesse mehr an der Rolle. So wurde die Charakterdarstellerin Margaret Hamilton besetzt, die ansonsten oft biedere oder sittenstrenge Jungfern in Nebenrollen gab. Hamilton musste ein toxisches Kupfermakeup tragen und erlitt ferner bei einem Stunt schwerere Verbrennungen. Aber auch das Kostüm der Vogelscheuche bestand zum Teil aus gefährlichem Asbest, um in den Szenen mit Feuer ein Entzünden zu vermeiden. Das Gerücht, dass der im Film gezeigte Schnee, der auf die Schauspieler niederging, ebenfalls komplett aus Asbest bestand, konnte mittlerweile widerlegt werden. Der verwendete Schnee bestand aus Gips.
Um das Volk der Munchkins darzustellen, wurden insgesamt 124 kleinwüchsige Schauspieler aus ganz Amerika verpflichtet. Ein Teil der Munchkins kam aus der kleinwüchsigen Theatertruppe unter Leitung des Österreichers Leopold von Singer.
Um den Unterschied zwischen dem eintönigen Alltag auf der Farm und der fantastischen Welt von Oz zu symbolisieren, wurden die Szenen im Land Oz farbenprächtig und aufwändig in Technicolor aufgenommen, während jene in Kansas auf der Farm monochrom (Schwarz-weiß) gedreht und in Sepia getönt sind und schlicht erscheinen.

## Filmmusik

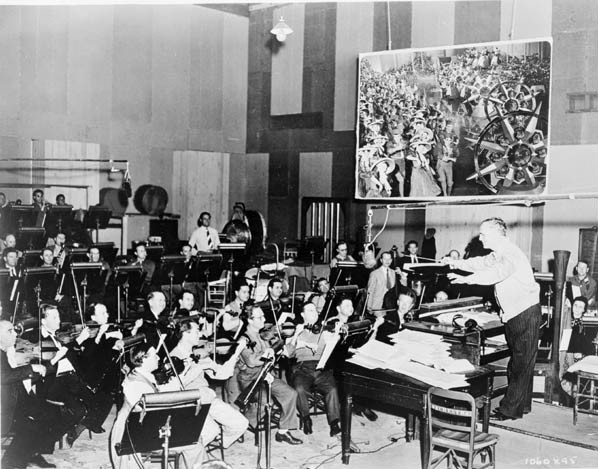
Filmkomponist Stothart mit dem Studioorchester von MGM

Folgende Lieder werden im Film gesungen:
- Over the Rainbow – Dorothy
- Come Out, Come Out, Wherever You Are – Glinda / Munchkins
- It Really Was No Miracle – Dorothy / Munchkins
- We Thank You Very Sweetly – Munchkins
- Ding-Dong! The Witch Is Dead – Munchkins
- As Mayor of the Munchkin City – Munchkins
- As Coroner I Must Aver – Munchkin-Anführer
- The Lullaby League – Munchkin-Mädchen
- The Lollipop Guild – Munchkin-Jungen
- We Welcome You to Munchkinland – Munchkins
- You’re Off to See the Wizard – Munchkins
- If I Only Had a Brain – Vogelscheuche / Dorothy
- We’re Off to See the Wizard – Dorothy / Vogelscheuche / Löwe
- If I Only Had a Heart – Zinnmann
- If I Only Had the Nerve – Löwe
- Optimistic Voices – Chor
- The Merry Old Land of Oz – Dorothy / Vogelscheuche / Löwe / Zinnmann / Kutscher / Chor
- If I Were King of the Forest – Dorothy / Vogelscheuche / Löwe / Zinnmann

Das bekannteste Lied des Films, Over the Rainbow wurde 2004 vom American Film Institute in der Liste AFI’s 100 Years … 100 Songs auf Platz 1 der 100 besten amerikanischen Filmsongs aller Zeiten gewählt. Das Lied sollte zunächst aus der Endfassung herausgeschnitten werden, da die Produzenten fanden, die Nummer klinge zu erwachsen und zu reif für einen Kinderfilm.
We’re Off to See the Wizard wurde zur inoffiziellen Marschhymne der australischen Truppenverbände im Zweiten Weltkrieg.
Ding-Dong! The Witch Is Dead stieg als Reaktion auf den Tod der ehemaligen britischen Premierministerin Margaret Thatcher im April 2013 bis auf Platz 1 der britischen iTunes-Charts und der Amazon-UK-Charts. Das Lied kam in der Liste AFI’s 100 Years … 100 Songs auf Platz 82.

## Rezeption

### Kinopremieren
In den USA feierte Der Zauberer von Oz am 12. August 1939 seine Kinopremiere. Kriegsbedingt war der Film in Österreich erst am 6. Oktober 1950 und in Deutschland ab dem 19. April 1951 in den Kinos zu sehen. Wegen der hohen Produktionskosten machte Der Zauberer von Oz, obwohl erfolgreich an den Kinokassen, keinen Gewinn für MGM. Erst die zahlreichen Wiederveröffentlichungen der kommenden Jahrzehnte brachten das weltweite Einspielergebnis des Films auf heute über 25 Millionen US-Dollar ohne Inflationsbereinigung.

### Auszeichnungen
1940 erhielten Harold Arlen und E. Y. Harburg den Oscar für den besten Song (Over the Rainbow) und Herbert Stothart wurde für die beste Filmmusik ausgezeichnet. Weitere Oscar-Nominierungen erhielt Der Zauberer von Oz in den Kategorien Bester Film, Beste Kamera (für Harold Rosson), Bestes Szenenbild (für Cedric Gibbons und William A. Horning) und Beste visuelle Effekte (für A. Arnold Gillespie und Douglas Shearer).
Im Jahre 1989 wurde Der Zauberer von Oz in das National Film Registry der Vereinigten Staaten aufgenommen.
1998 wählte das American Film Institute den Film auf Platz 6 der 100 besten amerikanischen Filme aller Zeiten (2007 auf Platz 10). 2008 wählte das American Film Institute Das zauberhafte Land sogar auf Platz 1 der zehn besten amerikanischen Fantasyfilme aller Zeiten. Dabei konnte sich der Film sogar gegenüber einem teuren Leinwandepos wie Der Herr der Ringe: Die Gefährten durchsetzen, welches es „nur“ auf Platz 2 schaffte. In der Institutsliste der 25 besten amerikanischen Musicalfilme aller Zeiten belegte es den Platz 3 Außerdem wählte das Institut die böse Hexe des Westens, die von Margaret Hamilton dargestellt wird, auf Platz 4 der Top-50 amerikanischen Filmschurken aller Zeiten (und damit höchstplatzierte weibliche Schurkin der Liste). Das Zitat von Dorothy Gale, als sie in Oz ankommt (“Toto, I have a feeling we’re not in Kansas anymore.”, deutsch „Toto, ich habe das Gefühl, wir befinden uns nicht mehr in Kansas.“) erreichte in der Rangliste des American Film Institutes Platz 4 der 100 besten US-Filmzitate aller Zeiten. Es wurde, immer mindestens leicht abgewandelt, in mindestens 57 nachfolgenden Filmen und Fernsehserien verwendet. Ein anderes Zitat des Films (There is no place like home. „Am schönsten ist es zu Hause.“) erreichte in derselben Liste Platz 23.
2003 erstellte die Bundeszentrale für politische Bildung in Zusammenarbeit mit zahlreichen Filmschaffenden einen Filmkanon für die Arbeit an Schulen und nahm diesen Film in ihre Liste auf.
Das Weltdokumentenerbe der UNESCO nahm den Film 2007 als eines von bisher sechs Dokumenten der Vereinigten Staaten auf.
Die „Munchkins“ wurden im November 2007 mit einem gemeinsamen Stern auf dem Hollywood Walk of Fame geehrt. An der Zeremonie nahmen sieben noch lebende Munchkin-Darsteller von 1939 (Mickey Carroll, Ruth Duccini, Jerry Maren, Margaret Pellegrini, Meinhardt Raabe, Karl Slover und Clarence Swensen) sowie Judy Garlands Sohn Joey Luft teil.

### Filmkritiken
Nach der Premiere gab es teilweise durchwachsene bis gute Kritiken. In einer Umfrage der Film Daily wurde es von amerikanischen Kritikern auf Platz 7 der besten Filme von 1939 gewählt. Frank S. Nugent schrieb etwa in der New York Times: „Ein erfreuliches Stück Wunderarbeit, welches die Augen der Kinder zum Strahlen und die der weiseren Erwachsenen zu einem amüsierten Glanz brachte. Nicht seit Disneys Schneewittchen hat etwas so Phantastisches nur halb so gut funktioniert.“ Graham Greene mochte die Farbgestaltung des Films, empfand ihn aber insgesamt nur als fröhliche Unterhaltung. An den Kinokassen war der Film ein Erfolg und konnte trotz seines hohen Budgets alle Kosten wieder einspielen.
Heute gilt Der Zauberer von Oz als einer der bedeutendsten Fantasyfilme der Filmgeschichte. Das zauberhafte Land ist einer der wenigen Filme, die auf der Website Metacritic den höchstmöglichen Metascore von 100 Punkten erreicht hatten (2013). 2024 liegt die Wertung bei 92 %. Bei Rotten Tomatoes besitzt der Film eine überragende Wertung von 98 % mit einem Schnitt von 9,4/10 Punkten, von den dort vertretenen 169 Kritiken sind insgesamt 166 dem Film positiv gestimmt. Der Kritiker-Konsens bei Rotten Tomatoes lautet:

„Ein absolutes Meisterwerk, dessen bahnbrechende Bilder und geschickte Erzählkunst immer noch genauso nachhallend sind. The Wizard of Oz ist ein Muss für Jung und Alt.“

The Wizard of Oz looks as beautiful as ever; its exquisite production design and use of Technicolor as dazzling as it must have seemed in 1939. (...) Much of the magic comes not from visual effects, of course, but from the very human input of the director, screenwriter, songwriters, production team, and of course an incomparable cast. Judy Garland’s life bore no resemblance to that of wide-eyed Dorothy Gale, yet she seems utterly genuine and heartfelt in that role.

„The Wizard of Oz sieht so schön wie immer aus; sein außergewöhnliches Produktionsdesign und seine Verwendung von Technicolor sind so blendend, wie sie wohl 1939 gewesen sein müssen. (…) Vieles von der Magie kommt natürlich nicht nur von den visuellen Effekten, sondern auch von dem sehr menschlichen Einsatz vom Regisseur, Drehbuchautor, den Songwritern, dem Produktionsteam und selbstverständlich einer unvergleichlichen Besetzung. Judy Garlands Leben war nicht dem der staunenden Dorothy Gale ähnlich, dennoch scheint sie gänzlich authentisch und herzlich in dieser Rolle.“

„Ein Musical-Klassiker, der einiges an Patina angesetzt hat, heute nur in Einzelszenen gelungen erscheint, aber nach wie vor gute Unterhaltung bietet.“

„Ein Kindermärchen, das durch die zauberhafte Aufmachung […] auch Erwachsene anspricht.“

### Fernsehausstrahlung
Die erste Ausstrahlung fand am 3. November 1956 statt. Es war der erste Hollywoodfilm, der ungeschnitten an einem Abend auf einem ganzen Fernsehnetzwerk gezeigt wurde und nicht nur bei Teilgesellschaften. Es sahen geschätzte 40 Millionen Menschen zu, nur ein paar Millionen weniger als an einem durchschnittlichen Kinotag. Dann wurde der Film von 1959 bis 1991 – ausgenommen 1963 – einmal pro Jahr ausgestrahlt und war für viele ein Familienereignis. Bei der Ausstrahlung 1969 erreichte er die drittbeste Einschaltquote. Später wurde er mal nicht oder zweimal und im Kabelfernsehen gezeigt. Von der ersten Ausstrahlung an wurde der Film in Farbe ausgestrahlt, obwohl damals nur wenige Leute einen Farbfernseher hatten. Ausgenommen 1961, da der Sponsor dies nicht zahlte und CBS strikte Regeln diesbezüglich hatte. Den Ausstrahlungen im US-Fernsehen verdankt Der Zauberer von Oz zum großen Teil seine große Popularität.

### Kulturelle Rezeption
Verschiedene Mythen entwickelten sich um den Film, so eine angebliche Synchronizität des Films mit dem Album The Dark Side of the Moon der britischen Rockgruppe Pink Floyd. Eine Reihe von Musikfans behaupten, dass bei einem parallelen Abspielen des Albums und des Films die Musik von Pink Floyd die visuellen Eindrücke des Films gelegentlich sehr deutlich wiedergibt. Ein weiterer Mythos, der sich auch heute hartnäckig hält, betrifft eine Szene, in der Dorothy, der Strohmann und der Blechmann das Lied We’re off to see the Wizard anstimmend, zum ersten Mal gemeinsam zur Smaragdstadt aufbrechen. In dieser Szene ist eine dunkle Gestalt zwischen den Bäumen im Hintergrund zu sehen, die anscheinend am Hals von einem Ast hängend hin und her schwingt. Diese Erscheinung ließ die Vermutung aufkommen, dass es sich dabei um einen Munchkin-Darsteller gehandelt habe, der aus Liebeskummer am Set Selbstmord begangen hätte. Nach offiziellen Studioinformationen soll es sich dabei aber um einen Laufvogel – einen Kranich – gehandelt haben, der sich (wie einige andere Vögel) als Leihgabe vom Los Angeles Zoo am Set befand, um etwas mehr Realität in den Film einfließen zu lassen.
Verschiedene Künstler zeigten sich beeinflusst von Der Zauberer von Oz, so sei der Film die „wichtigste Inspirationsquelle“ für die Kunst von Jeff Koons, vermutet Werner Spies. Die Anspielungen auf den Film in späteren amerikanischen Filmen und Fernsehserien sind kaum überschaubar. Italienische Wissenschaftler wollen im Dezember 2018 durch eine Netzwerkanalyse mit anderen Filmen ermittelt haben, dass The Wizard of Oz der einflussreichste Film aller Zeiten sei.
In dem Horrorfilm Freddy’s Finale – Nightmare on Elm Street 6 von 1991 und im Liebesdrama Wild at Heart von 1990 werden etliche Motive aus Der Zauberer von Oz szenisch zitiert.
Eine ganze Reihe von Fanclubs – der älteste, The International Wizard of Oz Club, existiert seit 1957 und hat mehrere tausend Mitglieder – organisiert mehrmals im Jahr große „Conventions“. 1997 konnte in Pacific Grove, California als Ehrengast Jerry Maren begrüßt werden, den seinerzeit letzten lebenden Darsteller des Films.

### Bedeutung für Homosexuelle
Viele männliche Homosexuelle in den Vereinigten Staaten empfanden die Geschichte und Over the Rainbow später als perfekten Ausdruck ihrer eigenen Sehnsüchte nach einer toleranteren und besseren Welt, so dass der Film zum Kult und das Lied zu einer Art Hymne für sie wurde. Die Regenbogenfahne wurde aber nicht durch das Lied inspiriert, diese Verknüpfung entstand erst später. Bis heute gibt es einige einschlägige Firmen und Organisationen, deren Namen sich auf Charaktere der Geschichte beziehen.
Dorothy akzeptiert jene, die anders sind, und hilft ihnen. Beispielsweise auch dem „feigen Löwen“, der eine Lüge lebt, “I'm afraid there's no denyin', I'm just a dandy lion.” (deutsch: „Ich fürchte, da gibt es kein Verleugnen, ich bin nur ein Dandy-Löwe.“) (Filmübersetzung: „Ich fürchte, es ist kein Wahn, ich bin nur ein Löwenzahn.“) Er ist also das, was man unfreundlich eine „sissy“ nennt, was sowohl ‚Weichei‘ als auch ‚Tunte‘ bedeuten kann und eine Bezeichnung ist, die so einige homosexuelle Männer aus eigener Erfahrung kennen. Aus der Akzeptanz ihrer Freunde heraus entstand spätestens im Zweiten Weltkrieg die untereinander genutzte Bezeichnung „friend of Dorothy“ (FOD) für einen homosexuellen Mann, mit der man auch in der damaligen Zeit, als Homosexualität unter Strafe stand, unverfänglich und codiert fragen konnte: “Are you a friend of Dorothy?”, was bedeutet: „Bist du schwul?“ „Friend of Dorothy“ kommt auch mehrmals zumindest in den Büchern vor.
Als das Naval Investigative Service in den frühen 1980er Jahren Homosexualität rund um Chicago untersuchte, schnappten die Agenten auch diese Selbstbezeichnung auf. Unwissend über die Bedeutung dachten sie, es gäbe wirklich eine Frau namens Dorothy, die im Zentrum eines großen Ringes homosexuellen Militärpersonals stand. So starteten sie eine groß angelegte und nutzlose Jagd auf die schwer zu fassende „Dorothy“, in der Hoffnung sie zu finden und zu überzeugen, Namen schwuler Militärangehöriger zu nennen. Ab Ende der 1980er Jahre traten bei mehreren Kreuzfahrtlinien schwule und lesbische Passagiere an das Personal heran, mit der Bitte, ihre Zusammenkünfte in die öffentliche tägliche Aktivitätsliste aufzunehmen. Diese schreckten zurück, dies so offen zu tun, und nahmen stattdessen den Punkt „Meeting of the Friends of Dorothy“ auf. Die Popularität und die Frequenz dieser Treffen steigerte sich im Laufe der Zeit. Als Vorlage gab es schon die Phrase „Friends of Bill W.“, um Mitgliedern der anonymen Alkoholiker mitzuteilen, dass es Gruppentreffen an Bord gibt.
In ihrem Beitrag "Goodbye Yellow Brick Road" fragt Beatrice Behn, ob Oz weiterhin ein unproblematischer queerer Sehnsuchtsort bleibt. Viele Elemente aus Der Zauberer von Oz prägten die queere Kultur nachhaltig. „Es ist nur ein kleiner symbolischer Schritt von der Ballade „Over the Rainbow“, die Judy Garland im Film so herzzerreißend singt, zur Regenbogenfahne.“ Behn warnt davor, die ihrer Meinung nach bereits weit verbreitete Entpolitisierung von Queerness weiter voranzutreiben.

## Fortsetzung, Prequel und Wiederaufführung
1985 drehte Walter Murch basierend auf weiteren Buchvorlagen L. Frank Baums für die Disney-Studios Oz – Eine fantastische Welt, in der das Mädchen Dorothy Gale nach ihrer Rückkehr nach Kansas für verrückt gehalten wird, in eine Nervenklinik eingewiesen wird und anschließend erneut nach Oz gerät.
2013 kam der von Sam Raimi ebenfalls für die Disney-Studios gedrehte Film Die fantastische Welt von Oz in 3D in die Kinos, der die Vorgeschichte zum Zauberer von Oz erzählt und aufklärt, wie genau der Zauberer nach Oz kam und dort zum Herrscher wurde. Hierfür wurden wesentliche Stilelemente wie insbesondere die monochrome Darstellung von Kansas im Gegensatz zur farbenprächtigen Darstellung von Oz wieder aufgegriffen. Der Film basiert jedoch nicht auf den Geschichten von L. Frank Baum.
Im Laufe der Jahrzehnte erhielt The Wizard of Oz zahlreiche Wiederveröffentlichungen. 2013 feierte der Film anlässlich seines 75-jährigen Jubiläums eine Wiederaufführung. Die in 3D konvertierte Neuauflage lief am 12. September in einigen Kinos in Deutschland an und erschien kurz darauf auf Blu-Ray.

## Medien

### DVD
- Der Zauberer von Oz (1 DVD), 2001.
- Der Zauberer von Oz (Special Edition, 2 DVDs), 2005.
- Der Zauberer von Oz (70th Anniversary Edition), 2010.

### Filmmusik
- Harold Arlen, E. Y. Harburg, Herbert Stothart, John Fricke: The Wizard of Oz – The Deluxe Edition. Rhino Records/Turner, 1995, R2 71964
- Harold Arlen: The Wizard of Oz. (Musiknoten). Alfred Publishing Company, 1997, ISBN 0-89898-623-0.